# 39285 Kipkeino
39285 Kipkeino è un asteroide della fascia principale. Scoperto nel 2001, presenta un'orbita caratterizzata da un semiasse maggiore pari a 5,182626 UA e da un'eccentricità di 0,082065, inclinata di 6,486818° rispetto all'eclittica. Ha un diametro di 17,602 km e un'albedo di 0,063.
Fa parte della famiglia di asteroidi Eurybates.
L'asteroide è dedicato al mezzofondista keniota Kipchoge Keino, plurimedagliato olimpico.